# Sarcoma asociado a vacunas
Un sarcoma asociado a vacunas (VAS, en inglés) o sarcoma felino en el punto de inyección (FISS, en inglés) es un tipo del tumor maligno encontrado en gatos (y raramente, perros y hurones) que ha sido vinculado a ciertas vacunas. VAS se ha convertido en una preocupación para veterinarios y dueños de gatos por igual y se ha traducido en cambios en los protocolos de vacuna recomendadas.  Estos sarcomas han sido más generalmente asociados con vacunas contra la rabia y el virus de leucemia felina, pero han afectado también a otras vacunas y medicamentos inyectados.

## Historia
VAS fue reconocido por primera vez en la facultad de medicina veterinaria de la Universidad de Pensilvania en 1991.  Se estableció una asociación entre fibrosarcomas muy agresivos y puntos típicos de aplicación de vacunas (entre las escápulas).  Dos factores posibles para el aumento de VAS en este tiempo eran la introducción en 1985 de vacunas contra la rabia y el virus de leucemia felina (FeLV, en inglés) que contienen un adyuvante de aluminio, y una ley de 1987 que requería la vacunación contra la rabia de gatos en Pensilvania.  En 1993, se estableció una relación causal entre VAS y la administración de vacunas contra la rabia y FeLV con adyuvante de aluminio por medio de métodos epidemiologicos, y en 1996 se formó la fuerza de tareas del sarcoma felino asociado a vacunas para ocuparse de este problema.
En 2003, un estudio de fibrosarcomas en hurones indicó que esta especie también puede desarrollar VAS. Varios de los tumores estaban localizados en puntos típicos de inyección y presentaban características histólogicas similares a las de VAS en gatos.  También en 2003, un estudio en Italia comparó fibrosarcomas de perros en puntos de inyección y en puntos no inyectados con VAS en gatos, y encontró diversas semejanzas entre los tumores en puntos de inyección en perros y el VAS en gatos. Esto sugiere que VAS puede ocurrir en perros.

## Patología
Se considera que la inflamación del tejido subcutáneo posterior a la vacunación es un factor de riesgo en el desarrollo de VAS, y se ha descubierto que las vacunas que contienen aluminio producen más inflamación.  Además, se han descubierto partículas de adyuvante de aluminio en macrofagos de tumores. Las características genéticas individuales también pueden contribuir a estos sarcomas en el punto de inyección.  La incidencia de VAS varía entre 1 en 1000 y 1 en 10.000 gatos vacunados, y se ha descubierto que son dependientes de las dosis.  El tiempo entre la vacunación y la formación del tumor varía entre tres meses y once años. El Fibrosarcoma es el VAS más común; otros tipos incluyen el rabdomiosarcoma, el myxosarcoma, el condrosarcoma, el sarcoma pleomórfico indiferenciado, y el sarcoma indiferenciado.
Ejemplos similares de sarcomas que se desarrollan como consecuencia de una inflamación incluyen los tumores asociados con implantes metálicos y materiales ajenos al organismo en humanos, y sarcomas del esófago asociados con la infección de Spirocerca lupi en perros, y sarcomas oculares post-trauma en gatos. Los gatos pueden ser la especie con mayor predisposición al desarrollo de VAS porque tienen una mayor susceptibilidad a los daños de oxidación, lo que también se evidencia como un mayor riesgo de anemia de cuerpos de Heinz y de toxicidad del paracetamol.

## Diagnóstico
VAS aparece como una masa firme de rápido crecimiento en y bajo la piel. Esta masa es con frecuencia bastante grande cuando se la detecta, y puede ulcerarse o infectarse. A menudo contiene cavidades rellenas de fluidos, probablemente debido a su rápido crecimiento.  VAS se diagnostica por medio de una biopsia que muestra la presencia de un sarcoma, pero otros factores tales como su ubicación y la presencia de inflamación o necrosis aumentarán la sospecha de VAS. Es posible que los gatos presenten una forma de granuloma después de la vacunación, de modo que es importante diferenciar entre estas condiciones antes de realizar una cirugía radical. Una directriz para biopsia es la presencia de un crecimiento tres meses después de una cirugía, si un crecimiento es mayor que dos centímetros, o si un crecimiento está aumentando de tamaño un mes después de la vacunación.
Se toman radiografías antes de la cirugía porque aproximadamente uno de cada cinco casos de VAS desarrollará metástasis, normalmente en los pulmones pero posiblemente en los nodos de linfa o en la piel.

## Tratamiento y pronóstico
El tratamiento de VAS es a través de cirugía agresiva.  Apenas se reconoce el tumor se lo debe extirpar con márgenes muy amplios para asegurar la extracción completa.  El tratamiento también puede incluir quimioterapia o radioterapia.  El factor de pronóstico más significativo es el tratamiento quirúrgico inicial. Un estudio demostró que gatos con cirugía inicial radical (extensa) tuvieron una mediana de tiempo de recurrencia de 325 días, contra 79 días para gatos con escisiones iniciales marginales.  La expresión de una forma mutada de p53, un gen supresor tumoral se encuentra con frecuencia en VAS, e indica un pronóstico más pobre.

## Medidas precautorias
La Asociación estadounidense de especialistas en felinos (AAFP, en inglés) ha propuesto nuevos protocolos de vacunación que limitan el tipo y la frecuencia de vacunas administradas a los gatos.  Específicamente, la vacuna contra el virus de leucemia felina se debiera suministrar sólo al nacer y a gatos con alto riesgo. Las vacunas contra rinotraqueitis/panleucopenia/calicivirus las vacunas tendrían que ser dadas al nacer, al año y luego cada tres años. Además, las vacunas se debieran aplicar el áreas que faciliten la remoción de VAS y en particular lo más cerca posible del extremo de la para trasera derecha para rabia, el extremo de la pata trasera izquierda para leucemia felina (excepto si se combina con rabia) y en el hombro derecho—es prudente evitar la línea media o espacio interescapular—para otras vacunas (como FVRCP).  No se han encontrado asociaciones específicas entre el desarrollo de VAS y marca o fabricantes de vacunas, infecciones concurrentes, historia de traumas, o medio ambiente.